# Johannes Gutenberg
Johannes Gensfleisch zur Laden zum Gutenberg, más conocido como Johannes Gutenberg ( /ˈɡuːtənbɜrɡ/) o Johannes Gutemberg (Maguncia, Sacro Imperio Romano Germánico; c. 1400 -Maguncia, 3 de febrero de 1468), fue un orfebre alemán, inventor de la prensa de imprenta moderna con tipos móviles, hacia 1450. 
Su trabajo más reconocido es la Biblia de 42 líneas (se refiere al número de líneas impresas en cada página), que se considera el primer libro impreso con tipografía móvil, y que fue clave para la propagación de las ideas de Martín Lutero y con ello de la Reforma protestante. Estuvo involucrado en un famoso caso judicial en su natal Maguncia, donde se ventilaron detalles de su invento hasta ese momento secreto.
Se considera a su invento, junto con la caída del Imperio Romano de Oriente y el descubrimiento de América, como los principales motores de la modernidad. Pese a la importancia de su invento a la historia de la humanidad, su vida es relativamente desconocida.

## Biografía

### Orígenes
Nació en Maguncia, Sacro Imperio Romano Germánico, en la actual Alemania, alrededor del año 1400, en la casa de su padre, llamada zum Gutenberg. Era hijo del comerciante germano Friedrich Friele Gensfleisch (que adoptaría posteriormente hacia 1410 el apellido zum Gutenberg) y de su esposa, Else Wirich.
Su apellido verdadero era Gensfleisch, que en dialecto alemán renano significaría «carne de ganso» (aunque la probabilidad de que ese sea su significado literal también es aceptada), por lo que Johannes optó por usar la palabra Gutenberg como su apellido.

### Trayectoria
Conocedor del arte de la fundición del oro, Gutenberg se destacó como herrero para el obispado de su ciudad. La familia se trasladó a Eltville am Rhein, (actual Estado de Hesse), donde Else había heredado una finca.  
De acuerdo con la tradición habría estudiado en la Universidad de Erfurt, en donde está registrado en 1419 el nombre de Johannes de Alta Villa (Eltville). Ese año murió su padre.

### El proceso de Estrasburgo

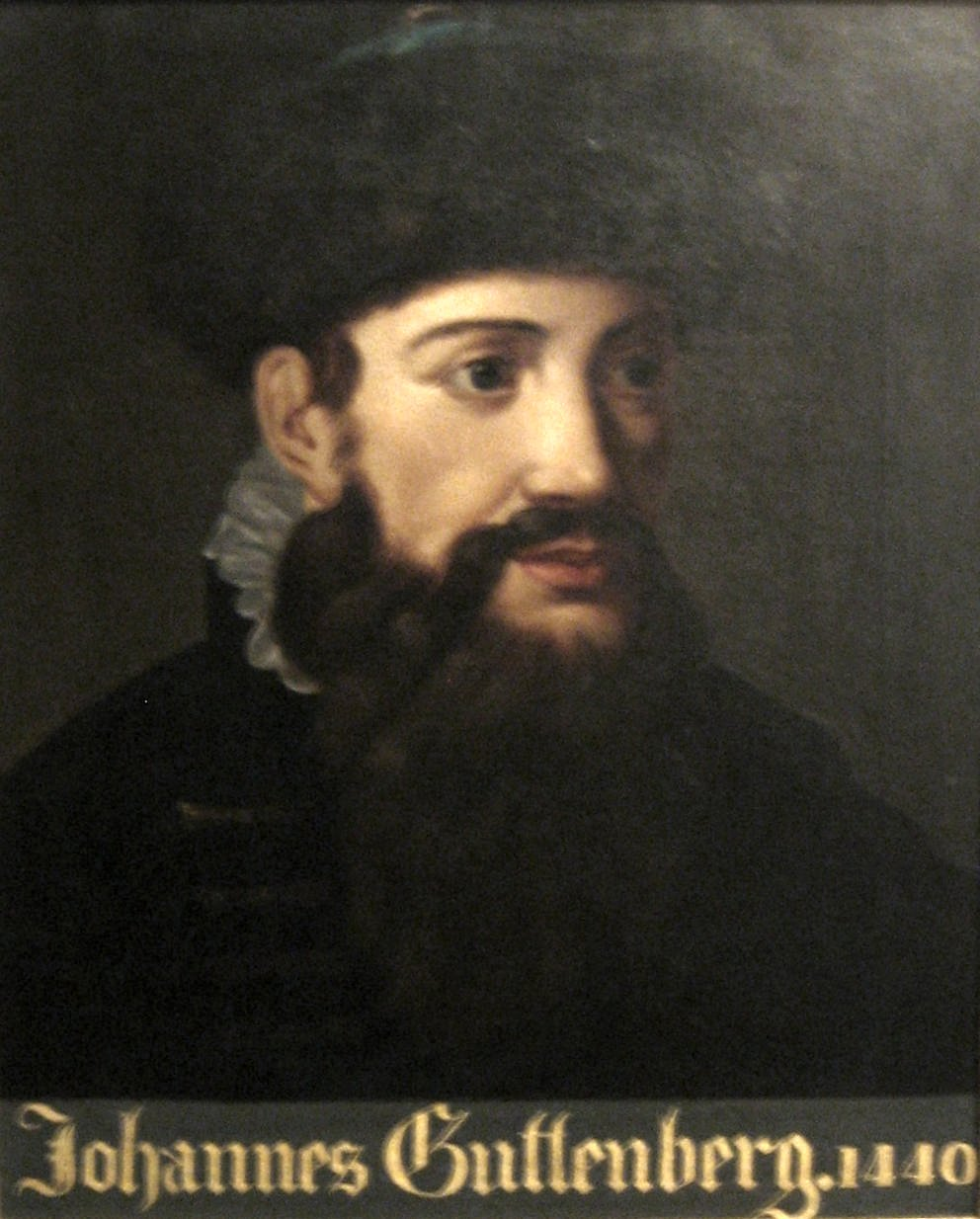
Retrato anónimo de Gutenberg datado de 1440.

Nada más se conoce de Gutenberg hasta que en 1434 residía como platero en Estrasburgo, donde cinco años después se vio envuelto en un proceso judicial que demostró que Gutenberg había formado una sociedad con Hanz Riffe para desarrollar ciertos procedimientos secretos.  
El problema surgió porque Gutenberg, Riffe y dos acaudalados hombres de la ciudad, Andreas Dritzenh y Andreas Heilmann, hicieron una sociedad comercial para que Gutenberg enseñara a pulir gemas y a tallar espejos, a cambio de una remuneración. Sin embargo, Gutenberg se sustrajo de sus labores porque estaba ocupado secretamente en otro asunto, y pese a que sus socios lo descubrieron, éstos decidieron apoyarlo con su proyecto. Fue así como en 1438 los cuatro hombres firmaron un contrato para llevar el asunto secreto a feliz término. 
Sin embargo, el 25 de diciembre de 1438 murió repentinamente Dritzenh y sus hermanos se adjudicaron -como sus herederos- el derecho a participar en la sociedad de Gutenberg. Como no se contemplaba ese evento en el contrato, y al negarse Gutenberg a acceder a la solicitud de los hermanos Dritzenh, estos le exigieron una indemnización. Al no llegar a un acuerdo, los hermanos demandaron a la sociedad en el año siguiente, y finalmente los tribunales de Estrasburgo fallaron a favor de Gutenberg y sus socios.
Durante el proceso judicial se hizo público que su proyecto secreto era la invención de la imprenta, ya que los testigos aseguraron ver a Gutenberg con altas cantidades de plomo y de prensas, que los impresores de la época identificaron como elementos claves para una imprenta. Por tanto, el proyecto secreto de Gutenberg fue su invento de los tipos móviles.

### Invención de la imprenta

Lugares de imprenta en el.

Producción de libros en Europa ca. 1450-1800.

Antes de que existiera la moderna imprenta, los libros eran difundidos a través de las copias manuscritas de monjes y frailes dedicados exclusivamente al rezo y a la copia de ejemplares por encargo del propio clero o de reyes y nobles. A pesar de lo que se cree, no todos los monjes copistas sabían leer y escribir. Realizaban la función de copistas, imitadores de signos gráficos que en muchas ocasiones no entendían, lo cual era fundamental en el caso de las copias de libros prohibidos que hablasen de medicina interna.[cita requerida] Las ilustraciones y las mayúsculas eran un producto decorativo y artístico del propio copista, que decoraba cada ejemplar que realizaba según su gusto o visión. Cada uno de estos trabajos podía requerir hasta diez años, dependiendo de la extensión del manuscrito o libro.
En la Baja Edad Media se utilizaba en Europa la xilografía para publicar panfletos publicitarios o políticos, etiquetas y trabajos de pocas hojas. Para ello se trabajaba el texto en hueco sobre una tablilla de madera, incluyendo los dibujos —lo cual era un duro trabajo de artesanos—. Una vez confeccionada la plancha de madera, se acoplaba ésta a una mesa de trabajo, también de madera, y se impregnaba la plancha con tinta negra, roja o azul (existían solo esos colores), después se aplicaba el papel, y con un rodillo se fijaba la tinta. El problema con este método era que el desgaste de la madera era considerable, por lo que no se podían hacer muchas copias en papel con el mismo molde, y desde luego resultaba muy costoso utilizar planchas de madera para reproducir libros.
Cada impresor fabricaba su papel, otorgándole su propia marca de agua a modo de firma de impresor. Por estas marcas de agua es por lo que se conocen sus trabajos.
En este entorno, Gutenberg elaboró una verdadera innovación, al ser capaz de reproducir a la vez varias copias de la Biblia en menos de la mitad de tiempo de lo que tardaba en copiar una el más rápido de todos los monjes copistas del mundo cristiano, y que esas copias no se diferenciarían en absoluto de las manuscritas por ellos.
En vez de emplear las habituales tablillas de madera, que se desgastaban fácilmente con el uso y exigían arduo trabajo de muchos artesanos, confeccionó moldes en madera de cada una de las letras del alfabeto y rellenaba posteriormente los moldes con hierro, creando los primeros «tipos móviles». Tuvo que hacer varios modelos de las mismas letras y signos para que coincidiesen todos, en total más de 150 «tipos», imitando perfectamente la escritura de un manuscrito. Después tenían que unirse una a una las letras para formar palabras y frases, hasta completar una página. Los "tipos móviles" así ordenados eran sujetados en un ingenioso soporte, se les untaba la tinta y así se aplicaban los tipos al papel. La aleación de la imprenta fue mejorada por Gutenberg, formando "tipos" más resistentes pero ligeros con hierro, plomo y antimonio; con este sistema, la manipulación de "tipos" era mucho más fácil que tallar manualmente una amplia superficie de madera, se podían reproducir textos más rápidamente y además los "tipos" móviles -siempre de metal- eran mucho más resistentes al uso que la madera, permitiendo reproducir ahora libros completos y no sólo breves textos.
Como plancha de impresión, Gutenberg amoldó una vieja prensa de uvas utilizada para elaborar vino, a la que sujetaba el soporte con los «tipos móviles», dejando el hueco para letras mayúsculas y dibujos. Estos serían añadidos posteriormente mediante el viejo sistema xilográfico y terminados de decorar de forma manual.
Lo que Gutenberg no calculó bien fue el tiempo que le llevaría el poner en marcha su invento, por lo que antes de finalizar los trabajos se quedó sin dinero al gastar todos los fondos prestados por Johann Fust. Volvió a solicitarle a este un nuevo crédito y ante la desconfianza del prestamista, le ofreció entrar en sociedad. Fust aceptó la propuesta y delegó la vigilancia de los trabajos de Gutenberg a su yerno, Peter Schöffer, quien se puso a trabajar como aprendiz a la vez que vigilaba la inversión de su suegro.
Tras dos años de trabajo, Gutenberg volvió a quedarse sin dinero. Estaba cerca de acabar las 150 Biblias que se había propuesto, pero Johann Fust no quiso ampliarle el crédito y dio por vencidos los anteriores, exigiendo el cobro inmediato de la deuda. Gutenberg, del todo insolvente, perdió su negocio, y Fust puso al frente de la imprenta a su yerno, ducho ya en las artes de la nueva impresión como socio-aprendiz. Gutenberg salió de su imprenta arruinado y debió iniciar un nuevo negocio de imprenta en Bamberg, con mucha dificultad. 
Peter Schöffer terminó el trabajo que había iniciado su maestro y las Biblias fueron vendidas rápidamente a altos cargos del clero, incluida la Santa Sede, a muy buen precio. Pronto Fust y Schöffer empezaron a recibir muchos encargos de nuevos trabajos; la rapidez al ejecutar la impresión fue sin duda el detonante de su expansión, puesto que antes la entrega de un solo libro a un rico cliente podía posponerse durante años debido a la natural demora del copista.

### La Biblia de 42 líneas

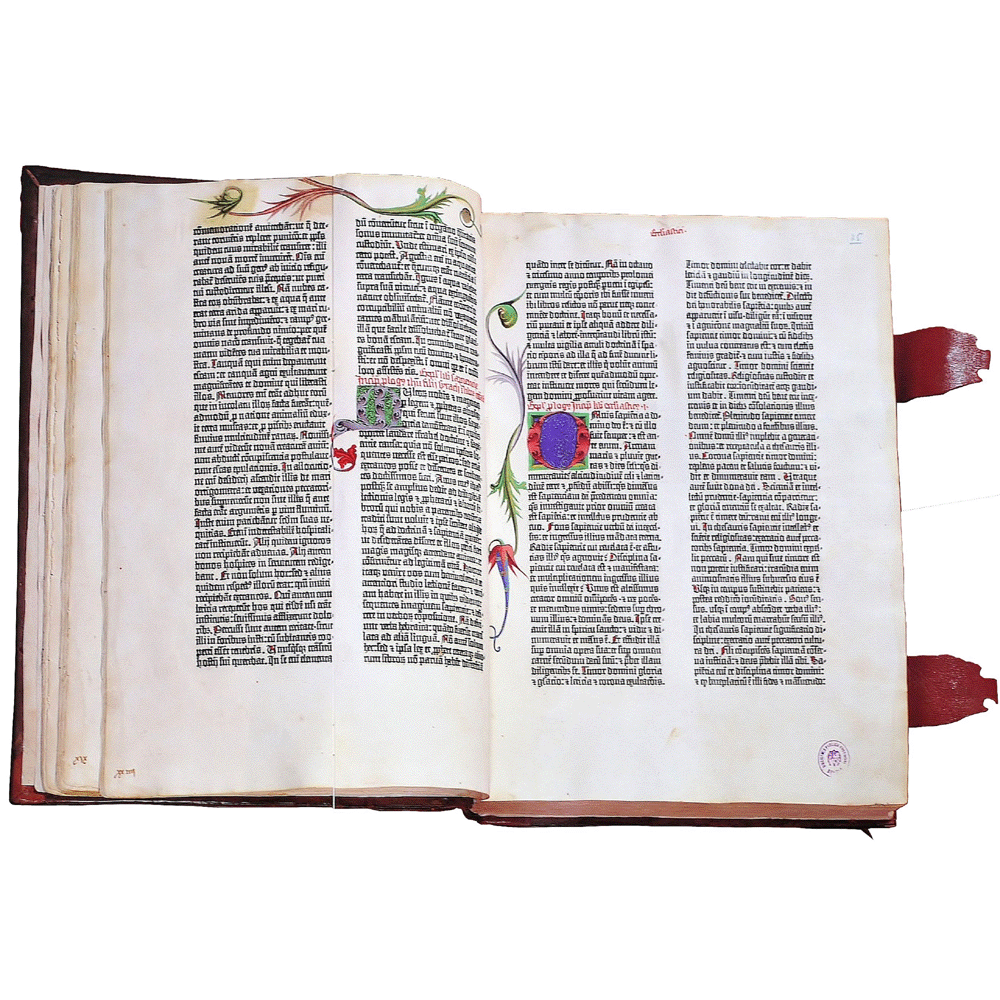
Ejemplar de la Biblia de Gutenberg

En 1452, Gutenberg da comienzo a la edición de la Biblia de 42 líneas (también conocida como Biblia de Gutenberg). En 1455, Gutenberg carecía de solvencia económica para devolver el préstamo que le había concedido Johann Fust, por lo que se disolvió la sociedad y Gutenberg se vio en la penuria (incluso tuvo que difundir el secreto de montar imprentas para poder subsistir). Por su parte, Fust se asoció con su yerno Peter Schöffer y publicaron en Maguncia la Biblia en 1456. Si bien la edición es conocida como «la biblia de Gutenberg», sus editores reales fueron Fust y Schöffer. Al año siguiente editaron El Salterio o Psalmorum Codex.

### Controversia del Misal de Constanza
Hasta hace poco, se estimaba que cuando Gutenberg formó la sociedad con Fust, quien le había dado un préstamo para poner en marcha la imprenta, habría impreso en 1449 la obra católica Misal de Constanza, que era considerada como la primera obra tipográfica del mundo occidental.
Sin embargo, recientes publicaciones del bibliógrafo estadounidense Allan H. Stevenson -especialista en marcas de agua- y gracias a la aplicación de nuevas técnicas de investigación, tras estudiar las copias existentes, se ha llegado a la conclusión de que el papel empleado en el misal no podía ser anterior a 1473. En consecuencia, no pudo ser obra de Gutenberg, quien había fallecido en 1468, sino probablemente de un tal Johahn Meister Koch. Además, dichas marcas de agua podrían situar su lugar de impresión en Basilea y no en Constanza como hasta ahora se venía creyendo.

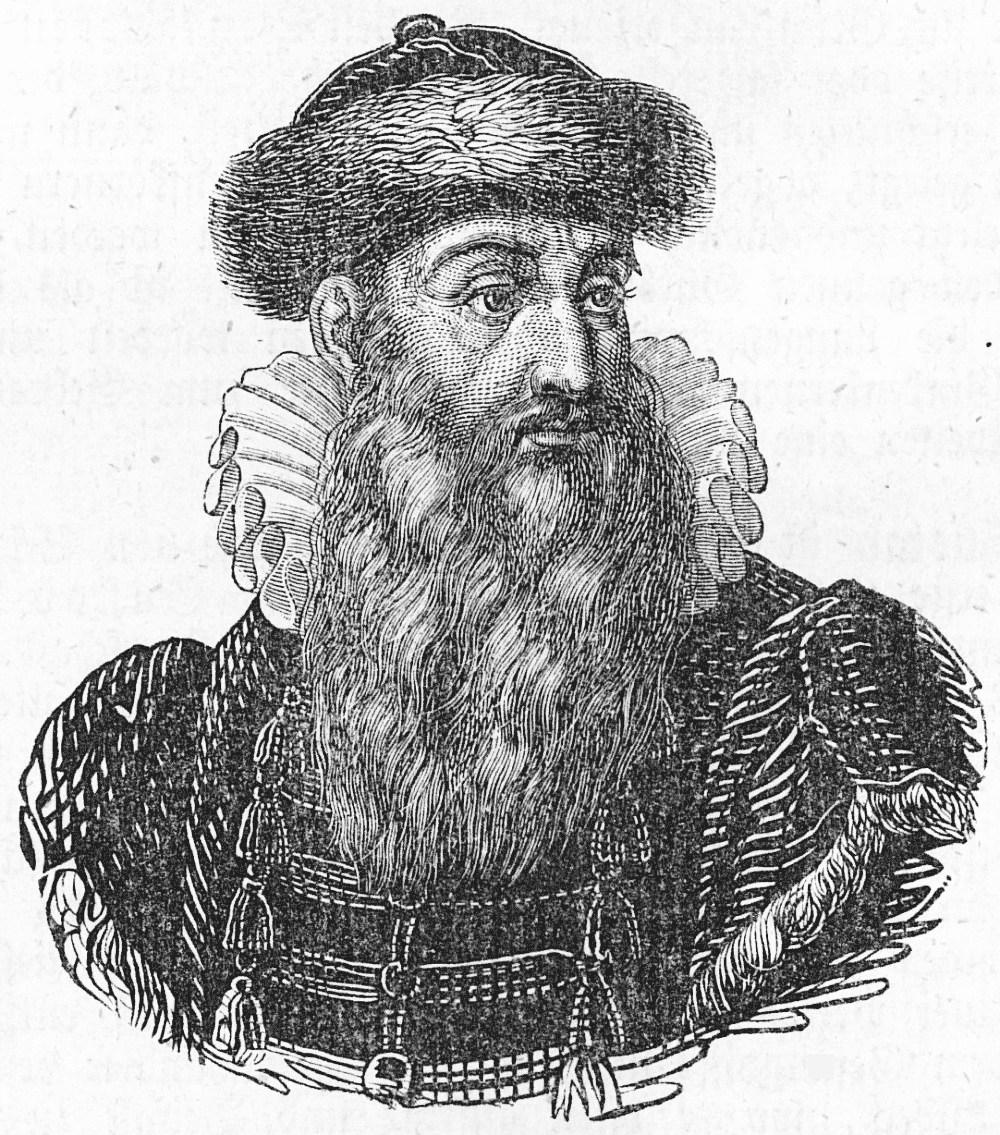
Grabado póstumo de Gutenberg.

Por ello, actualmente está registrado y catalogado este incunable por el Gesamtkatalog der Wiegendrucke, bajo la signatura M24875 y por el ISTC, bajo el identificador im00732500. De similar manera están datadas las fichas catalográficas respectivas de las tres copias actualmente existentes del Misal en la Biblioteca Morgan de Nueva York, en la Biblioteca Estatal de Baviera, en Múnich y en la Biblioteca Central de Zúrich.

### Libros impresos

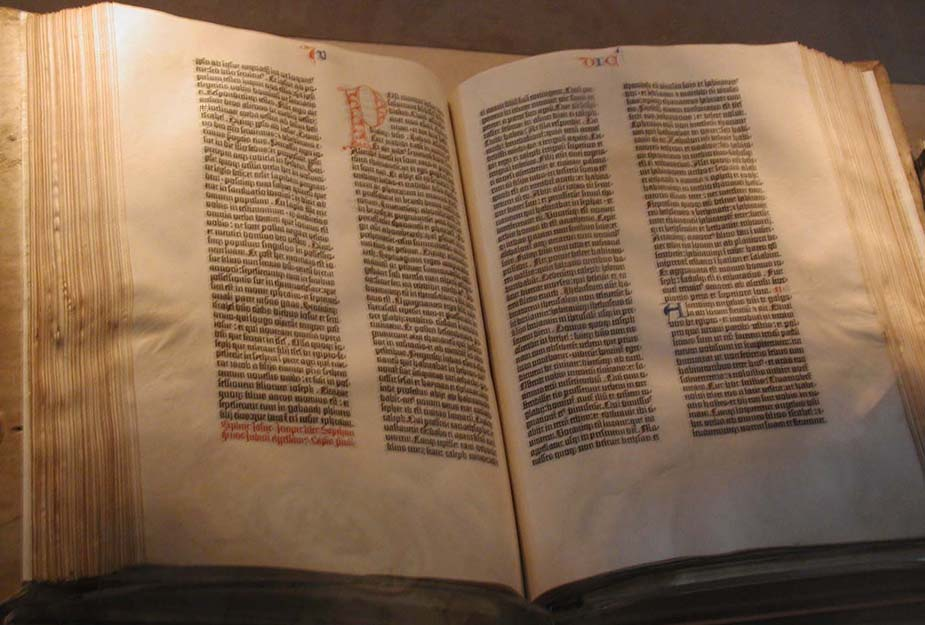
Biblia de Gutenberg, Biblioteca del Congreso, Washington D. C.

Entre 1450 y 1455, Gutenberg imprimió varios textos, algunos de los cuales permanecen sin identificar; los textos no llevaban el nombre ni la fecha del impresor, por lo que la atribución solo es posible a partir de pruebas tipográficas y referencias externas. Ciertamente, se imprimieron varios documentos de la Iglesia, incluida una carta papal y dos indulgencias, una de las cuales se expidió en Maguncia. En vista del valor de la impresión en cantidad, se ordenaron siete ediciones en dos estilos, lo que resultó en la impresión de varios miles de ejemplares. Algunas ediciones impresas de Ars Minor, un libro escolar sobre gramática latina de Aelius Donatus, pueden haber sido impresas por Gutenberg; estas han sido fechadas entre 1451 y 1452 o 1455.
En 1455, Gutenberg completó ejemplares de una Biblia en folio bellamente ejecutada (Biblia Sacra), con 42 líneas en cada página. Las copias se vendían a 30 florines cada una, que era aproximadamente el salario de tres años para un empleado medio. No obstante, era significativamente más barata que una Biblia manuscrita que podría llevarle a un solo escriba más de un año en prepararla. Después de la impresión, algunos ejemplares fueron rubricados o iluminados a mano de la misma manera elegante que las Biblias manuscritas del mismo período.
Se sabe que sobreviven 48 ejemplares sustancialmente completos, inclusive dos en la Biblioteca Británica que se pueden ver y comparar en línea. El texto carece de características modernas, tales como números de página, sangrías y saltos de párrafo.
Se imprimió una edición de la Biblia sin fecha de 36 líneas, probablemente en Bamberg en 1458-1460 y posiblemente por Gutenberg. Se ha demostrado que una gran parte de ella se había extraído de un ejemplar de la Biblia de Gutenberg, refutando así la especulación anterior de que era el primero de los dos.

### Últimos años
Con el dinero de su creación, Gutenberg comenzó a ser un hombre importante en Maguncia, y gracias al mecenazgo del obispo católico y elector de la ciudad, Adolfo II de Nassau, vivió una vida acomodada hasta el final de sus días, pues el noble alemán le otorgó una pensión vitalicia.
Johannes Gutenberg falleció el 3 de febrero de 1468, según registros eclesiales, y fue enterrado en una iglesia de Maguncia, propiedad de los franciscanos alemanes. Su tumba, sin embargo, se perdió durante los incendios que azotaron a Maguncia en 1793.

## Homenajes

### Eponimia
- La Biblia de 42 líneas fue rebautizada luego como Biblia de Gutenberg, nombre que conserva hasta el día de hoy.
- Uno de los cráteres de la cara visible de la Luna fue bautizado como Gutenberg, en honor al inventor.[27][28][29] El cráter se localiza entre los cráteres Colombo y Magallanes.
- El Proyecto Gutenberg se fundó en 1971 por el filántropo estadounidense Michael Hart, como una base electrónica gratuita de libros de dominio público, en distintos formatos incluyendo el HTML.
- Para la preservación de su obra se creó el Museo Gutenberg, ubicado en su natal Maguncia, que se inauguró en 1900 como homenaje a los 500 años del nacimiento del inventor.[30] El museo sufrió algunas remodelaciones en 1962 con motivo de los 2000 años de la fundación de la ciudad.

### Relación con la Revolución Francesa

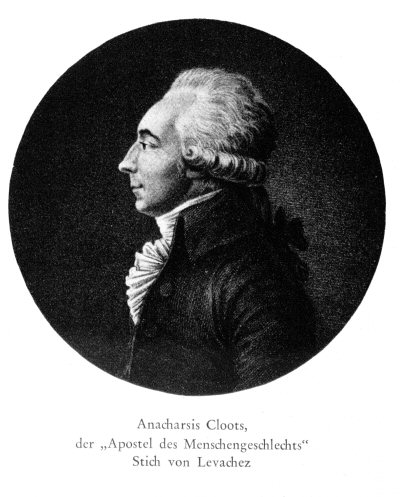
Retrato de Cloots.

Los revolucionarios franceses consideraban a Gutenberg como uno de los precursores tempranos de la Revolución, ya que gracias a su invento fue posible propagar las ideas de la Ilustración y la revolución. De hecho, varios pensadores revolucionarios querían trasladar los restos de Gutenberg desde Maguncia hasta el Panteón de París, para presentarlos ante la Asamblea Nacional Francesa. Esta idea provenía del jacobino Anacharsis Cloots.
En este contexto se intentó crear la primera estatua en su honor en 1792, idea que fue defendida por el médico Georg Christian Wedekind, que inspirado en las ideas de Cloots, consideraba a Gutenberg precursor de la revolución, y de hecho se quiso llevar la revolución hasta Maguncia, pero los pequeños focos de insurrección fueron aplastados por el gobierno local.

En 1798, Maguncia fue anexada a Francia durante el gobierno del Directorio, lo que reavivó los ánimos de conmemorar a Gutenberg como precursor de la revolución. Maguncia estuvo bajo dominio francés casi 16 años. Por decreto de Napoleón I se ordenó la conmemoración para 1804, pero la falta de recursos detuvo de nuevo los planes de celebración. Pese a este nuevo revés, sí se llevó a cabo la construcción de la Gutenbergplatz, frente a la Catedral de Maguncia, donde se mantiene en la actualidad.

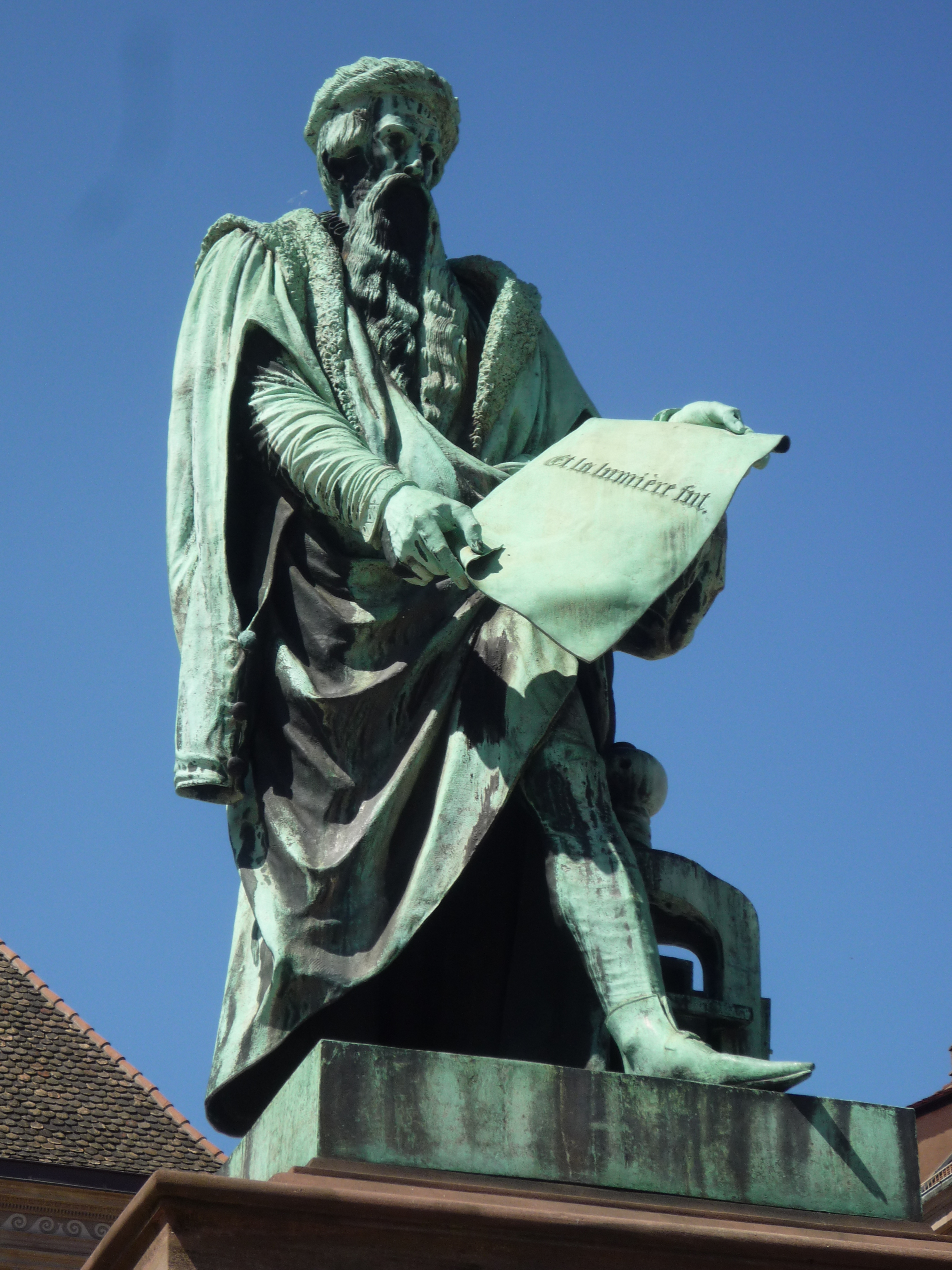
Estatua de Gutenberg en Estrasburgo.

La estatua de Gutenberg fue erigida finalmente en 1837, creada en el taller del francés Charles Crozatier.

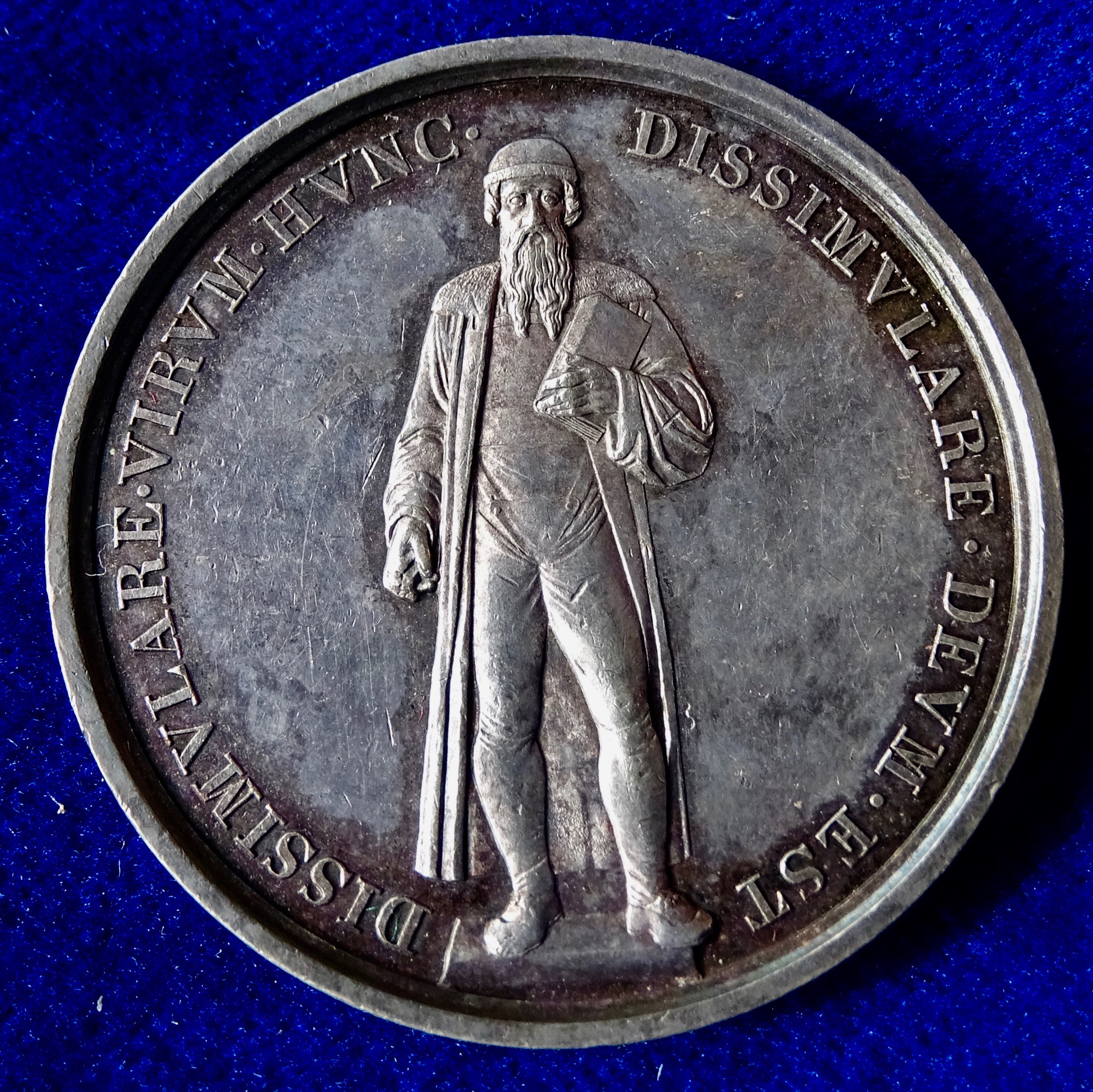
Medalla de plata acuñada en honor de Gutenberg, 1840.

### Toponimia
Gutenberg también le da nombre a dos lugares geográficos en la actualidad: Uno en Renania, Alemania, y otro en Austria.

### Otros homenajes
Gutenberg es una de las figuras históricas con más estatuas en Alemania y en todo el mundo. 
En Estrasburgo se creó la Plaza Gutenberg, en donde hay también una estatua del inventor. Asimismo hay una estatua del inventor en Fráncfort. En Viena se alza una estatua en honor a Gutenberg. La imagen de bronce muestra a un Gutenberg ya anciano, con su barba espesa y una de sus obras bajo un brazo. Fue construida en el siglo XIX y se inauguró el 22 de junio de 1890.
En 1840, durante la celebración de la invención de la imprenta, el gobierno de Maguncia acuñó una moneda conmemorativa con Johannes Gutenberg en el anverso y un escudo griego en el reverso.
El 14 de abril de 2021, la compañía estadounidense Google creó un doodle para conmemorar la vida y obra del orfebre alemán.